# Димитриос Маргаропулос
Димитриос Георгиу Маргаропулос (на гръцки: Δημήτριος Γεωργίου Μαργαρόπουλος) е гръцки лекар и революционер, един от основните дейци на гръцката въоръжена пропаганда в Солун в началото на XX век.

## Биография
Маргаропулос е роден в 1869 година в град Солун, тогава в Османската империя в енорията на манастира Влатадес. Баща му Георгиос, родом от Мелник, е учител и син на Христос Будимос и Маргаро Каламбока, родом от Бер. Димитриос Маргаропулос учи в гръцката гимназия в Солун като стипендиант на гръцкото консулство, което след това го използва като учител и агент. Под прикритието на учител и с разрешение от митрополията обикаля селата от Урумлъка и Ениджевардарско, за да събира информация за гръцкото консулство в Солун.
След седем години дейност в полза на гръцкото просветно дело в Македония, Маргаропулос заминава да учи медицина в Атинския университет, който завършва с отличие в 1899 година. Работи в клиника Магина и в детската болница Ксинион.
През 1904 г. се установява в Солун и започва частен бизнес в квартал Цаирия. Същевременно поддържа гръцкия революционен комитет с псевдонима Линкевс и е член на Солунската организация на Атанасиос Сулиотис. Маргаропулос е един от шестте ръководители на организацията и отговаря за района на Вардар. Чрез практиката си Маргаропулос следи движението на българи във и от Солун. Член е и на терористичната група, която извършва операции над българи, румънеещи се власи и пречещи на комитета гърци. В 1908 г. когато българи убиват първия преводач на гръцкото консулство Теодорос Аскитис и терористичният отряд решава да отвлече българския консул, по препоръка на Маргаропулос, Ламброс Коромилас забранява операцията, за да не се стига до допълнително влошаване на вече напрегнатата атмосфера в града.
След като Солун попада в Гърция след Междусъюзническата война в 1913 година Маргаропулос е много активен общественик. Той е член, главен секретар, секретар и заместник-председател на Солунската медицинска асоциация, член на Централното църковно ностоятелство и член на Фонда за образование. Той е също така е председател на Общинската болница и на Общогръцката асоциация на македонските борци „Павлос Мелас“, която се бори за поддържане на вдовиците и сираците от Македонската борба. Маргаропулос е и сред инициаторите за изграждането на църквата „Вси светии“.
През 1944 г. подава оставка от болничната си работа поради напреднала възраст и започва да пише мемоари, в които се разглежда историята на Солун и на Македонската борба.
Умира през 1950 г. в Солун и в негова чест е наречена улица в близост до църквата „Вси светии“.